# Peter Guralnick
Peter Guralnick est un écrivain et historien de la musique  américaine, né le 15 décembre 1943 à Boston (Massachusetts). Il est notamment l'auteur d'une biographie en deux tomes d'Elvis Presley faisant autorité[réf. nécessaire].

## Livres traduits en français
- Nighthawk blues (1980) ; Gallimard, (1994).
- Sweet soul music : Rhythm & Blues et rêve sudiste de liberté, (1986) ; Allia, (2003).
- Le Blues, Voyage à la source (ouvrage collectif avec une préface de Martin Scorsese), (2004) ; Naïve, (2004).
- Rock'n'roll 39-59 (ouvrage collectif); Fondation Cartier, (2007).
- Elvis Presley, Last train to Memphis : Le temps de l'innocence (1935-1958), (1994) ; Le Castor Astral, (2007).
- Elvis Presley, Careless love : Au royaume de Graceland, (1999) ; Le Castor Astral, (2008).
- A la recherche de Robert Johnson, (1989) ; Le Castor Astral, (2008).
- Feel like going home : Légendes du blues et pionniers du rock'n'roll, (1971) ; Rivages, (2009).
- Lost Highway, Sur les routes du blues, du rockabilly et de la country, (1979) ; Rivages, (2010).

## Livres non traduits en français
- Almost grown and other stories, (1964).
- Mister dowchild, (1967).
- The listener's guide to the blues, (1982).
- The Rolling Stone illustrated History of Rock'n'Roll, (ouvrage collectif), (1992).
- Elvis day by day : The definitive record of his life and music (en collaboration avec Ernst Jorgensen), (1999).
- Elvis Presley - A life in music : The complete recording sessions (en collaboration avec Ernst Jorgensen), (2000).
- Visualizing the blues : Images of the American south (ouvrage collectif), (2001).
- Dream boogie : The triumph of Sam Cooke, (2005).